# Dundalk Football Club 2014
Questa voce raccoglie le informazioni riguardanti il Dundalk Football Club nelle competizioni ufficiali della stagione 2014.

## Stagione
Il Dundalk ha vinto la League of Ireland nella stagione 2014 con due soli punti di vantaggio sul Cork City, vincendo lo scontro diretto all'ultima giornata di campionato ed effettuando il sorpasso in vetta. Il Dundalk tornò a vincere il campionato per la decima volta 19 anni dopo l'ultimo trionfo.
In FAI Cup è stato eliminato nel replay dei quarti di finale dallo Shamrock Rovers. Ha vinto la League of Ireland Cup battendo lo Shamrock Rovers in finale per 3-2.

## Statistiche

### Statistiche di squadra
| Competizione      | Punti | In casa | In casa | In casa | In casa | In casa | In casa | In trasferta | In trasferta | In trasferta | In trasferta | In trasferta | In trasferta | Totale | Totale | Totale | Totale | Totale | Totale | DR  |
| Competizione      | Punti | G       | V       | N       | P       | Gf      | Gs      | G            | V            | N            | P            | Gf           | Gs           | G      | V      | N      | P      | Gf     | Gs     | DR  |
| ----------------- | ----- | ------- | ------- | ------- | ------- | ------- | ------- | ------------ | ------------ | ------------ | ------------ | ------------ | ------------ | ------ | ------ | ------ | ------ | ------ | ------ | --- |
| League of Ireland | 72    | 16      | 12      | 4       | 0       | 45      | 9       | 17           | 10           | 4            | 3            | 28           | 15           | 33     | 22     | 8      | 3      | 73     | 24     | +49 |
| FAI Cup           | -     | 3       | 2       | 0       | 1       | 6       | 3       | 1            | 0            | 1            | 0            | 0            | 0            | 4      | 2      | 1      | 1      | 6      | 3      | +3  |
| League of Ireland | -     | 2       | 2       | 0       | 0       | 8       | 2       | 2            | 2            | 0            | 0            | 5            | 1            | 4      | 4      | 0      | 0      | 13     | 3      | +10 |
| Totale            | -     | 21      | 16      | 4       | 1       | 59      | 14      | 20           | 12           | 5            | 3            | 33           | 16           | 41     | 28     | 9      | 4      | 92     | 30     | +62 |

## Rosa
| N. |                    | Ruolo | Calciatore        |
| -- | ------------------ | ----- | ----------------- |
| 1  | Scozia (bandiera)  | P     | Peter Cherrie     |
| 2  | Irlanda (bandiera) | D     | Sean Gannon       |
| 3  | Irlanda (bandiera) | D     | Brian Gartland    |
| 4  | Irlanda (bandiera) | D     | Andrew Boyle      |
| 5  | Irlanda (bandiera) | C     | Chris Shields     |
| 6  | Irlanda (bandiera) | C     | Stephen O'Donnell |
| 7  | Irlanda (bandiera) | A     | Daryl Horgan      |
| 8  | Irlanda (bandiera) | C     | John Mountney     |
| 9  | Irlanda (bandiera) | A     | Patrick Hoban     |
| 10 | Irlanda (bandiera) | C     | Keith Ward        |
| 11 | Irlanda (bandiera) | A     | Kurtis Byrne      |

| N. |                             | Ruolo | Calciatore       |
| -- | --------------------------- | ----- | ---------------- |
| 12 | Irlanda del Nord (bandiera) | C     | Ruaidhri Higgins |
| 14 | Irlanda (bandiera)          | D     | Dane Massey      |
| 15 | Australia (bandiera)        | A     | Mark Griffin     |
| 16 | Irlanda (bandiera)          | A     | David McMillan   |
| 17 | Irlanda (bandiera)          | C     | Richie Towell    |
| 18 | Irlanda (bandiera)          | D     | Mark Rossiter    |
| 19 | Irlanda (bandiera)          | D     | Simon Kelly      |
| 21 | Irlanda del Nord (bandiera) | A     | Darren Meenan    |
| 22 | Italia (bandiera)           | P     | Gabriel Sava     |
| 25 | Irlanda (bandiera)          | A     | Ciaran O'Connor  |
| 26 | Irlanda (bandiera)          | C     | Georgie Poynton  |